# Guirlande d'Amour
'Guirlande d'Amour' est un cultivar de rosier obtenu en 1993 par le rosiériste belge Lens. Il a obtenu en 2012 le certificat d'approbation de la rose allemande particulièrement exigeant en ce qui concerne les normes de qualité. Il est issu d'un semis 'Seagull' (Pritchard 1907) x pollen (Rosa multiflora 'Nana' x 'Moonlight' (Pemberton 1913)).

## Description
Ce rosier vigoureux et très sain peut être conduit en grimpant ou en gros arbuste avec de longs rameaux exubérants pouvant dépasser 3 mètres.
Dès l'été, de multiples grappes de petites roses blanches semi-doubles (12-16 pétales) aux belles étamines jaunes fleurissent à profusion en pompons. La floraison se poursuit en automne jusqu'aux premières gelées. Les fleurs (3 cm à 4 cm de diamètre) sont résistantes à la pluie et donnent de beaux cynorhodons en automne.
Il est parfait pour couvrir arcs, pergolas et grillages ou pour former un gros arbuste en fond de massif.

## Distinctions

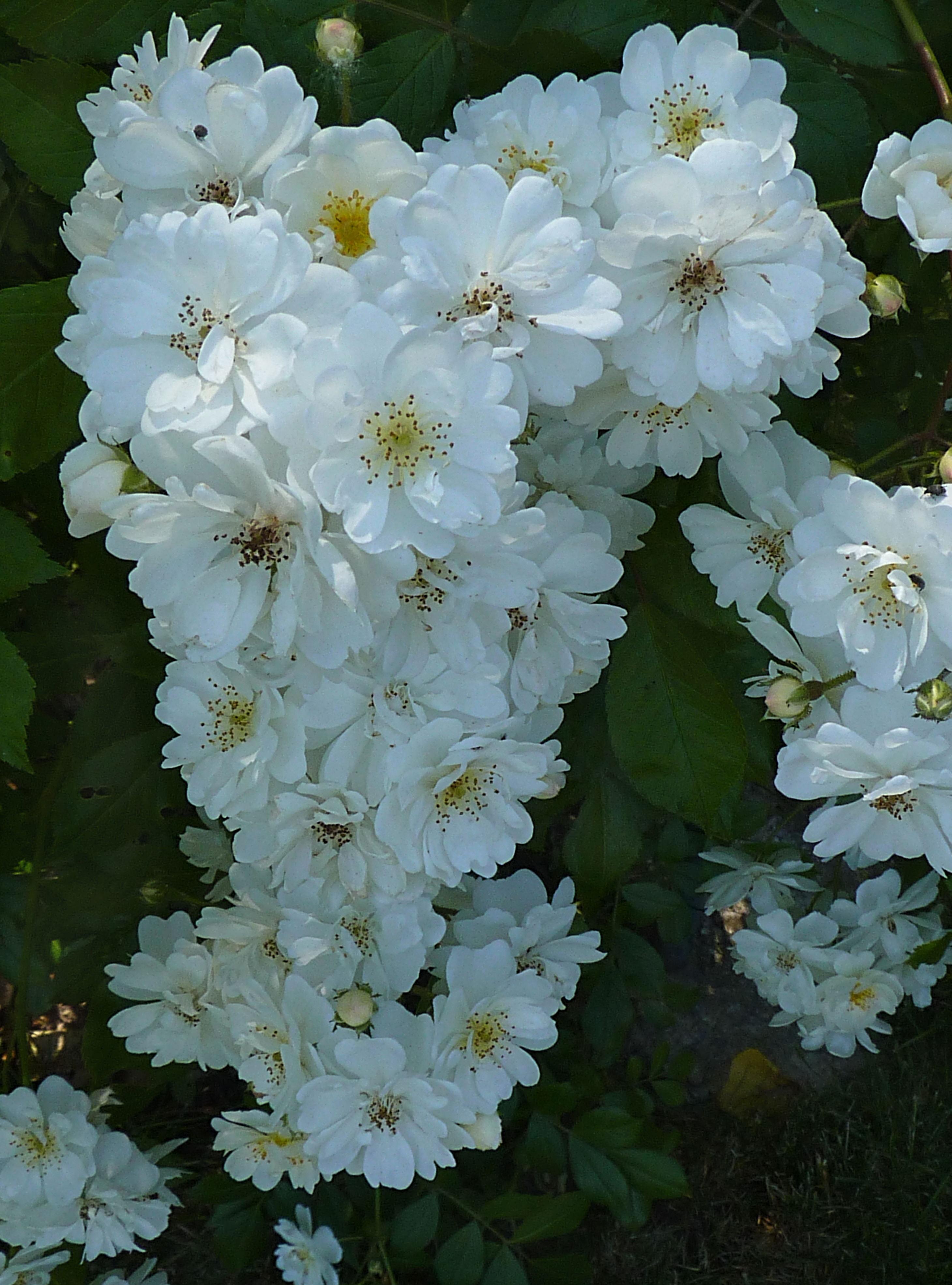
Pompons de 'Guirlande d'Amour'.

- Médaille d'or de Madrid, 1994